# 王泰 (冉魏)
王 泰（おう たい、? - 351年）は、五胡十六国時代冉魏の人物。巴郡出身の蛮人であるという。

## 生涯
350年1月、冉閔が魏国を興すと、衛将軍に任じられた。
4月、後趙君主石祗は相国石琨に10万の兵を与え、冉魏征伐を命じた。6月、石琨は邯鄲まで軍を進めて陣を構えると、後趙の鎮南将軍劉国が繁陽から出陣して石琨に合流した。王泰は冉閔の命により迎撃に出ると、邯鄲へ進んで敵軍を撃破し、万を越える兵を討ち取った。これにより、劉国を繁陽へ撤退させた。
8月、元後趙の将である張賀度・段勤・劉国・靳豚が昌城で合流し、結託して冉魏の本拠地鄴へ侵攻した。冉魏の行台都督劉羣が歩兵騎兵12万を率いてこれの迎撃に当たると、王泰は崔通・周成と共に従軍し、黄城に駐屯した。また、冉閔自らも精鋭8万を率いて軍の後詰となった。両軍は蒼亭において戦闘となり、冉魏軍はこれに勝利して張賀度軍を潰滅させ、2万8千の兵を討ち取った。さらに、陰安まで追撃を掛けると、靳豚の首級を挙げ、残兵を尽く捕虜とした。その後、軍を帰還させた。
351年2月、冉閔が襄国を百日余りに渡って包囲すると、前燕は禦難将軍悦綰を、羌族酋長姚弋仲は子の姚襄をそれぞれ襄国救援の為に派遣した。さらに、冀州にいた石琨も兵を挙げて石祗の救援に向かった。3月、姚襄と石琨が襄国に逼迫すると、冉閔は車騎将軍胡睦・将軍孫威に迎撃させたが、敗れ去った。その為、冉閔は自ら出陣しようとしたが、王泰は「今、襄国を下せていないのに、援軍が雲の如く集結しております。もし我等が出撃すれば、必ずや腹背より挟撃を受ける事でしょう。これこそが危道といえます。ここはまず塁を固くして敵の気鋭を挫き、情勢をよく見極めた上でこれを撃つのです。それに、陛下自らが親征しているのですから、万全など失するが如しです。やがて大事は去りましょう。どうか慎しまれ、軽々しく撃って出る事のありませんように。代わりに臣が諸将を率い、陛下の為に滅してみせましょう」と諫めた。冉閔はこれに同意して出陣を中止しようとしたが、道士法饒は「陛下が襄国を包囲してから年を経ましたが、未だ尺寸の功もありません。今、賊が到来しているのに、これを避けて撃とうとしない。これでどうして将士を使えましょうか！それに、太白（金星）が昴宿を冒しております。昴とは胡の星であり、これは胡王を殺せとの天啓です。今こそ百戦百勝の好機であり、これを逃してはなりません！」と反論すると、冉閔は袂を翻して「我は戦いを決めた。敢えて阻む者は斬る！」と宣言し、全軍を挙げて姚襄・石琨と対峙した。だが、悦綰・姚襄・石琨は三方から冉魏軍を攻め立て、さらに石祗が後方から攻撃したので、挟撃を受けた冉閔は大敗を喫した。冉閔はかろうじて鄴へ撤退したが、この戦いで多数の将軍を失い、戦死した兵は10万にも及んだ。果たして王泰の言葉通であった。
同月、石祗は側近の将軍劉顕へ7万の兵を与えて鄴へ侵攻させると、冉閔はこれに動揺し、王泰を召し出して対策を練ろうとした。だが、王泰は以前自らの献策が採用されなかった事に不満を抱いており、戦場で負った傷が悪化したと称して出仕を断った。その為、冉閔は自ら彼の屋敷に出向いたが、王泰は重体だと称して応対しなかった。これに冉閔は激怒し、宮殿に帰ると側近へ「巴奴（王泰は巴蛮人）め、乃公（目下の者に対して使う一人称）がどうして汝の力を借りようか！まず群胡を滅し、その後に王泰も斬ってやろう」と言い放ち、軍を出撃させた。冉閔は劉顕に大勝すると、その後軍を帰還させたが、その途上である者が冉閔へ、王泰が秦人を集めて関中へ亡命しようとしていると告げた。冉閔はこれに激怒し、鄴に戻ると王泰を誅殺し、三族を皆殺しにした。